# Пинаевы Горки
Пинаевы Горки — деревня в Старорусском районе Новгородской области в составе Залучского сельского поселения.

## География
Находится в южной части Новгородской области на расстоянии приблизительно 38 км на юг-юго-восток по прямой от районного центра города Старая Русса.

## История
Была показана на карте 1847 года как поселение с 27 дворами. В 1908 году здесь (Старорусский уезд Новгородской губернии) было учтено 40 дворов.

## Население
Численность населения: 213 человек (1908 год), 200 (русские 98 %) в 2002 году, 199 в 2010.